# Wies (Kleines Wiesental)
Wies è una frazione del comune tedesco di Kleines Wiesental, nel Baden-Württemberg.

Conta (2007) 657 abitanti.

## Storia
Wies fu nominata per la prima volta nel 1259.

Costituì un comune autonomo fino al 1º gennaio 2009.